# 이청미
이청미(1990년 8월 27일 ~ )는 대한민국의 배우이다.

## 학력
- 2010년 ~ 2012년 한양여자대학교 뮤지컬과 전문학사 (졸업)

## 출연

### 방송

#### 드라마
- 2012년 KBS 2TV 《드림하이 2》 - 가영 역
- 2014년 SBS 《끝없는 사랑》 - 효리 역
- 2015년 TvN 《응답하라 1988》 - 남궁진희 (남궁늘보) 역
- 2016년 네이버TV 《첫 키스만 일곱번째》 - 지영 역
- 2017년 MBC 《역적 : 백성을 훔친 도적》 - 한덕 역
- 2017년 SBS 《달콤한 원수》 - 황금숙 역
- 2018년 JTBC 《제3의 매력》 - 미영 역
- 2018년 OCN 《플레이어》 - 양해주 역
- 2018년 KBS 2TV 《땐뽀걸즈》
- 2021년 SBS 《불새 2020》 - 서은주 역

### 영화
- 2013년 《마이 리틀 히어로》 - 썬더맨 단원 나비 역
- 2014년 《천 번을 불러도》 - 정하나 역
- 2016년 《한강블루스》 - 자살녀 역